# 洛宰
洛宰（法語：Lozay，法語發音：[lɔzɛ]）是法国滨海夏朗德省的一个市镇，位于该省东北部，属于圣让当热利区。

## 地理
洛宰（46°2'29"N, 0°32'50"W）面积11.85 平方千米，位于法国新阿基坦大区滨海夏朗德省，该省份为法国西部滨海省份，北起旺代省，西临大西洋，南至吉倫特省，东南接多爾多涅省，东北接德塞夫勒省接壤，东临夏朗德省。
与洛宰接壤的市镇（或旧市镇、城区）包括：库朗、卢莱、米格雷、韦尔涅、埃苏韦尔。

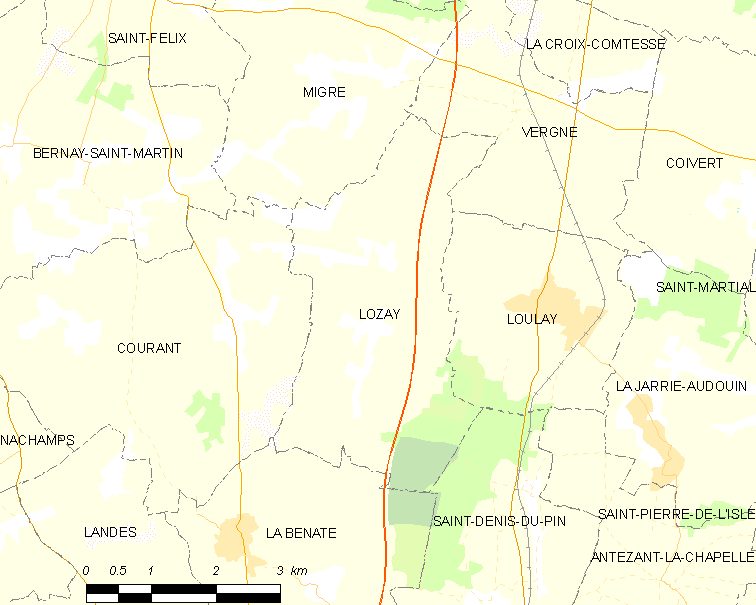
洛宰的OSM定位图

洛宰的时区为UTC+01:00、UTC+02:00（夏令时）。

## 行政
洛宰的邮政编码为17330，INSEE市镇编码为17213。

## 政治
洛宰所属的省级选区为圣让当热利县。

## 人口

1962-2008年间洛宰人口变化图示

洛宰于2022年1月1日时的人口数量为155人。